# تانکر کلاس راور
تانکر کلاس راور (به انگلیسی: Rover-class tanker) یک کلاس از کشتی است که طول آن 461 ft (140.5 m) می‌باشد.